# Secernentea
Secernantea – gromada nicieni wyodrębniana tradycyjnie obok Adenophorea na podstawie morfologii i anatomii, obejmująca gatunki mające fasmidie. Są to nicienie wolno żyjące oraz pasożyty zwierząt i roślin.
Nicienie należące do tej gromady mają w okolicy ogonowej (przynajmniej w stadium larwalnym) dwa gruczoły otwierające się po bokach ciała. Natomiast brak im gruczołów ogonowych. Przybrzuszne gruczoły gardzielowe znajdują ujście w pewnej odległości od jamy gębowej. Narządy naboczne występują na wargach w postaci drobnych otworków. 
Gromada obejmuje następujące rzędy:
- Aphelenchida
- Ascaridida
- Camallanida
- Diplogasterida
- Rhabdiasida
- Rhabditida
- Spirurida
- Strongylida
- Tylenchida